# Frans Verschueren
Frans Verschueren war ein belgischer Radrennfahrer.

## Sportliche Laufbahn
Verschueren war Bahnradsportler und Teilnehmer der Olympischen Sommerspiele 1920 in Antwerpen. 
Dort startete er mit Frédéric Claessens als Partner im Tandemrennen. Beide blieben unplatziert.
Er startete für den Koninklijke Velo Club Hoboken.